# Dialog s vesmírem
Dialog s vesmírem je třetí album brněnské rockové skupiny Progres 2, ale zároveň první, které kapela vydala pod tímto názvem (do roku 1977 používala jiné názvy). Deska, která je označena jako „průřez rockovou operou“, byla vydána v roce 1980.

## Popis alba a jeho historie
Po natočení alba Mauglí se skupina, která tehdy používala název Barnodaj, rozhodla vytvořit audiovizuální projekt, při kterém by byly na koncertu promítány obrázky či různé předem natočené sekvence. Jejich manažer Oskar Man, který byl milovníkem sci-fi literatury, vytvořil příběh o člověku, který se snaží oprostit od materialistické společnosti na Zemi a který hledá únik v nekonečném vesmíru. Kapela s příběhem souhlasila, její členové napsali jednotlivé skladby, ke kterým poté dodal Man konkrétní texty.
Skupina, nyní už používající název Progres 2 a doplněná o nové hudebníky – kytaristu Miloše Morávka a klávesistu Karla Horkého, dále na koncertním provedení spolupracovala s tehdejšími významnými brněnskými umělci (režisér Peter Scherhaufer, výtvarníci Boris Mysliveček a Václav Houf, fotograf Jef Kratochvil, zvukař Pavel Skyba a další). Zrodilo se tak rozsáhlé audiovizuální dílo, první rocková opera v Československu.
Premiéra koncertního provedení se konala 27. února 1978 v brněnském Divadle na Výstavišti, skupina poté s projektem objela celou Československou republiku a do roku 1980 uspořádala 350 repríz. Na podzim 1979 ale z Progres 2 odešel kvůli vysokoškolskému studiu Karel Horký (na studiové nahrávce z přelomu let 1979 a 1980 se ale podílel), důležité klávesové party na koncertech převzal baskytarista Pavel Pelc. Teprve v roce 1980 vyšlo album Dialog s vesmírem, projekt ale nebyl natočen celý, deska byla označena jako „průřez rockovou operou“. V témže roce také vyšlo SP i EP, které desku doplňuje, nicméně i tak některé skladby z koncertního provedení Dialogu s vesmírem nevyšly vůbec.
Živé provedení Dialogu s vesmírem obsahovalo následující skladby:
| 1. V zajetí počítačů*† 2. Země 2555* 3. Píseň o jablku*† 4. Odlet* 5. Planeta Hieronyma Bosche I* 6. Planeta Hieronyma Bosche II* 7. Velká noc 8. Hlasy stínů 9. Muzeum planety Země† | 1. Moře suchou nohou přešel jsem* 2. Vesmírný kolotoč 3. Sen o modré planetě 4. Hymna robotů* 5. Rozhovor s centrálním mozkem‡ 6. Jízdní dráhy 7. Honička‡ 8. Výkřik v Proxima Centauri‡ |

* – skladba byla vydána na albu („Planeta Hieronyma Bosche II“ v upravené verzi, „Moře suchou nohou přešel jsem“ ve změněné verzi jako „Tisíce mých očí“)

† – skladba byla vydána na singlech („Píseň o jablku“ ve zkrácené verzi)

‡ – skladba byla vydána na EP
Na albu Dialog s vesmírem se nachází celkem osm skladeb. Prvních šest tvoří souvislou úvodní část projektu (první je zcela instrumentální), zbylé dvě se původně nacházely ve druhé polovině rockové opery. Některé texty byly pro tehdejší režim problematické (ačkoliv texty na koncertech byly bez jakýchkoliv úprav): ve skladbě „Planeta Hieronyma Bosche II“ se původně zpívalo o heroinu („Nám vládne král, má jméno Heroin“) a i když text před touto drogou varoval, musela být studiová verze upravena – kapela z textu proto vypustila souhlásky, takže je tvořen jenom samohláskami a jedná se tak o nesrozumitelné mumlání. Druhý problém nastal u písně „Moře suchou nohou přešel jsem“ pojednávající o křesťanské tematice. K ní musel zcela nový text napsat Vladimír Čort a skladba byla přejmenována na „Tisíce mých očí“. Drobnou změnu podstoupil i text písně „Muzeum planety Země“, původně vydané jen jako součást singlu. Zatímco původně končila její poslední sloka slovy „Newtonův mozek, Kristův kříž“, na singlové nahrávce končí slovy „První slza, první mříž“.

## Vydávání alba
Dialog s vesmírem vyšel na LP v roce 1980 u vydavatelství Panton. Jediná reedice na CD byla vydána v roce 1999 u Sony Music/Bonton s několika doplněnými skladbami (jsou seřazeny podle jevištního zpracování) a bonusy.
Další části Dialogu s vesmírem vyšly v roce 1978 jako B strana singlu „Roentgen 19'30“ a v roce 1980 jako singl „Píseň o jablku“ a EP Dialog s vesmírem.
V roce 1993 vyšel koncertní záznam celého projektu, natočený v roce 1978, pod názvem Dialog s vesmírem /live/ (též reedice 2006).
Roku 2010 byla vydána dvojdisková kompilace Dialog s vesmírem /studio & live/ obsahující veškeré studiové nahrávky i živou verzi.

## Pozdější koncerty k albu a videoklip

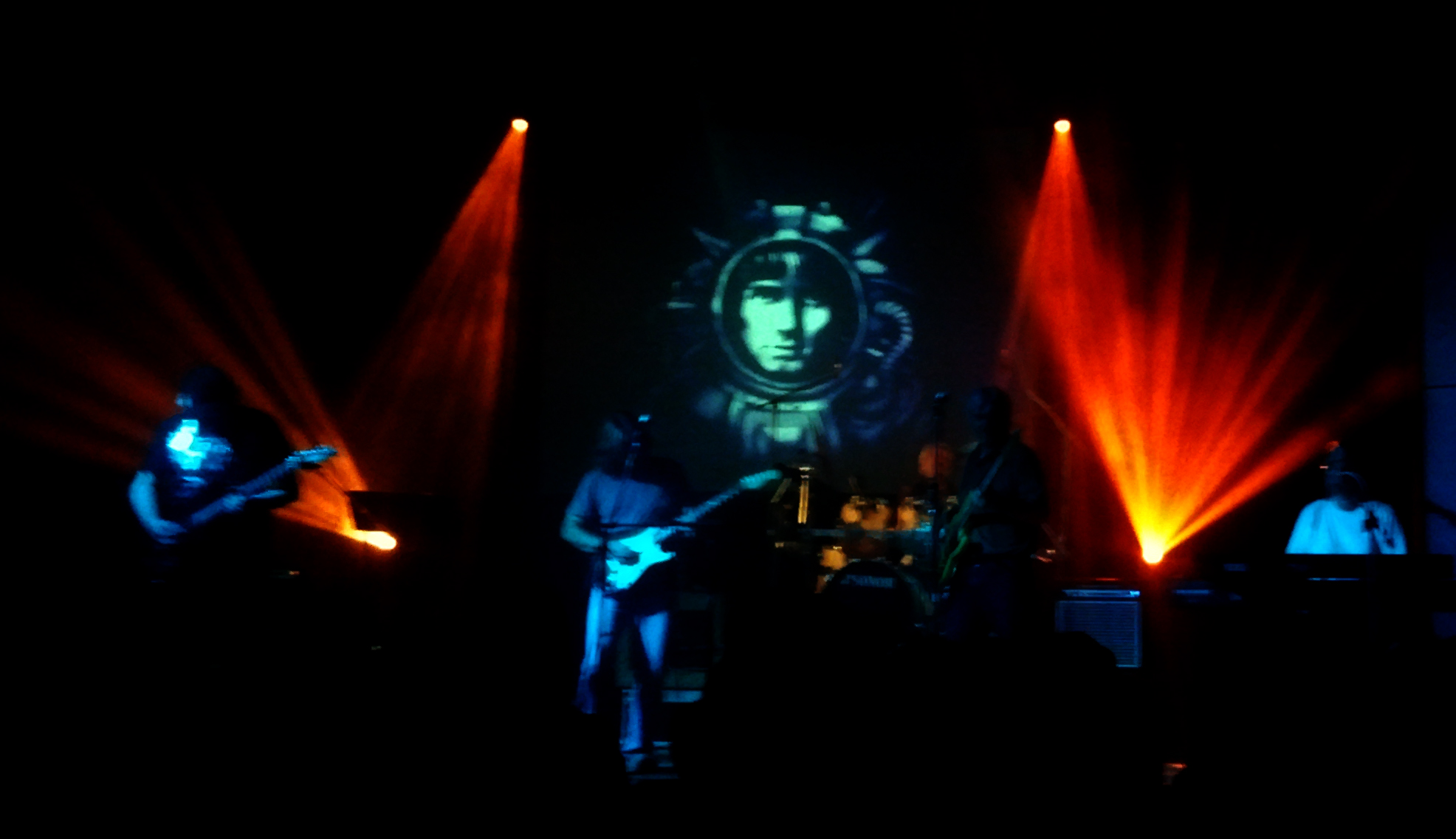
Koncert části Dialogu s vesmírem i s vizuálním představením v Brně

Na běžných koncertech v současnosti (po roce 2000) hraje skupina též úvodní část Dialogu s vesmírem, jedná se o souvislý blok skladeb od intra „V zajetí počítačů“ po „Planetu Hieronyma Bosche II“, tedy zhruba jednu třetinu původního koncertního představení.
Na Žatecké dočesné konané dne 2. září 2011 poprvé odehráli Progres 2 v současné sestavě shodnou část Dialogu s vesmírem, navíc s dechovou sekcí a původní vizuální projekcí, kterou využívala skupina na přelomu 70. a 80. let 20. století. Další podobný koncert (nazvaný „Dialog s vesmírem po 30 letech“) se konal 3. dubna 2012 v brněnském Semilasse, ten byl díky zájmu posluchačů vyprodaný.
V roce 2020 natočila skupina Progres 2 k písni „Planeta Hieronyma Bosche II“ videoklip, který režíroval Oldřich Hladký (Cyberolas). O rok později byla tato píseň uvedena do Beatové síně slávy.

## Seznam skladeb

### Původní verze (1980)
1. „V zajetí počítačů“ (Kluka) – 3:07
2. „Země 2555“ (Kluka/Man) – 4:06
3. „Píseň o jablku“ (Pelc/Man) – 9:31
4. „Odlet“ (Kluka/Man) – 5:43
5. „Planeta Hieronyma Bosche I“ (Váně/Man) – 4:40
6. „Planeta Hieronyma Bosche II“ (Váně) – 6:13
7. „Tisíce mých očí“ (Pelc/Čort) – 4:54
8. „Hymna robotů“ (Kluka/Man) – 4:42

### Reedice (1999)
1. „V zajetí počítačů“ (Kluka) – 3:07
2. „Země 2555“ (Kluka/Man) – 4:06
3. „Píseň o jablku“ (Pelc/Man) – 9:31
4. „Odlet“ (Kluka/Man) – 5:43
5. „Planeta Hieronyma Bosche I“ (Váně/Man) – 4:40
6. „Planeta Hieronyma Bosche II“ (Váně) – 6:13
7. „Muzeum planety Země“ (Kluka/Man) – 3:29
  - skladba z B strany singlu Píseň o jablku (1980)
8. „Tisíce mých očí“ (Pelc/Čort) – 4:54
9. „Hymna robotů“ (Kluka/Man) – 4:42
10. „Rozhovor s centrálním mozkem“ (Kluka, Váně/Man) – 4:50
11. „Honička“ (Horký, Pelc, Morávek) – 1:57
12. „Výkřik v Proxima Centauri“ (Pelc, Kluka/Man) – 6:08
  - tři skladby z EP Dialog s vesmírem (1980)

Bonusy:
1. „Píseň o jablku – edit“ (Pelc/Man) – 4:39
  - singl (1980)
2. „Roentgen 19.30“ (Kluka) – 2:18
  - singl (1978)
3. „Planeta Hieronyma Bosche '99“ (Váně/Man) – 4:37
  - nově nahraná verze Planety Hieronyma Bosche II i s textem

## Obsazení
- Progres 2
  - Pavel Váně – elektrická kytara, vokály, zpěv
  - Miloš Morávek – elektrická kytara, vokály
  - Pavel Pelc – baskytara, syntezátory, zvonky (3), vokály, zpěv (7)
  - Karel Horký – syntezátory, clavinet, smyčcový syntezátor
  - Zdeněk Kluka – bicí, zvonky (3), zobcová flétna (3), clavinet (8), vokály, zpěv (4, 8)